# Landsat 7
Landsat 7, phóng lên ngày 15 tháng 4 năm 1999, là vệ tinh nhân tạo thứ 7 của chương trình Quan sát Trái Đất (hay chương trình Landsat). Mục đích chính của Landsat 7 là cập nhật những hình ảnh vệ tinh mới nhất so với những ảnh đã được thu thập từ các vệ tinh trước đó, và có thể chụp những ảnh không mây. Chương trình Landsat do USGS quản lý và vận hành, và dữ liệu thu thập từ Landsat 7 có thể được thu thập và phân bối bởi USGS. Dự án NASA World Wind cho phép chụp các ảnh 3D từ 7 và các nguồn tài nguyên khác để định hướng tự do và nhìn từ bất kỳ góc độ nào.

## Đặc điểm
Landsat 7 có các đặc điểm mới so với các phiên bản trước đó:
- Một cảnh ảnh (scene) có kích thước 170 km phương bắc-nam x 183 km phương đông-tây.
- Có 7 kênh mang số thứ tự từ 1 đến 7 và kênh toàn sắc (Panchromatic hay viết tắt là PAN). Kênh 1, 2 và 3 thuộc vùng bức xạ nhìn thấy; kênh 4, 5 và 7 thuộc vùng hồng ngoại có độ phân giải 30 mét; kênh 6 thuộc vùng hồng ngoại nhiệt có độ phân giải 60m; và kênh Pan có độ phân giải 15m.[1]

| Kênh   | Bước sóng (micromet) | Độ phân giải （m) |
| ------ | -------------------- | ----------------- |
| Kênh 1 | 0,45 - 0,515         | 30                |
| Kênh 2 | 0,525 - 0,605        | 30                |
| Kênh 3 | 0,63 - 0,69          | 30                |
| Kênh 4 | 0,75 - 0,90          | 30                |
| Kênh 5 | 1,55 - 1,75          | 30                |
| Kênh 6 | 10,40 - 12,5         | 60 *(30)          |
| Kênh 7 | 2,09 - 2,35          | 30                |
| Pan    | 0,52 - 0,90          | 15                |

* Ảnh lúc chụp có độ phân giải 60m, nhưng sau 25 tháng 2 năm 2010 có thể xử lý để nâng độ phân giải lên 30 mét.